# Serrat de Bavià
El Serrat de Bavià és una muntanya de 776 metres que es troba al municipi de Castellar de la Ribera, a la comarca catalana del Solsonès.